# 267
267（二百六十七、にひゃくろくじゅうなな）は自然数、また整数において、266の次で268の前の数である。

## 性質
- 267は合成数であり、約数は1, 3, 89, 267 である。
  - 約数の和は360。
- 86番目の半素数である。1つ前は265、次は274。
- 1/267 = 0.0037453183520599250936329588014981 … (循環節の長さは44)
  - 逆数が循環小数になる数で循環節が44になる3番目の数である。1つ前は178、次は356。
- 各位の和が15になる12番目の数である。1つ前は258、次は276。
- 各位の立方和が567になる最小の数である。次は276。(オンライン整数列大辞典の数列 A055012)
  - 各位の立方和が n になる最小の数である。1つ前の566は338、次の568は1267。(オンライン整数列大辞典の数列 A165370)
- 267 = 52 + 112 + 112 = 72 + 72 + 132
  - 3つの平方数の和2通りで表せる64番目の数である。1つ前は262、次は273。(オンライン整数列大辞典の数列 A025322)

## その他 267 に関連すること
- 西暦267年
- 9月24日（閏年では9月23日）は、年始から267日目である。
- 第267代ローマ教皇はレオ14世（在位：2025年5月8日 - ）である。